# Clara Gregory Baer
Clara Gregory Baer, née le 27 août 1863 et morte le 19 janvier 1938, est une enseignante d'éducation physique et sportive et une pionnière du sport féminin. En 1895, elle a créé une adaptation du basket-ball pour les femmes : le basquette. Elle a également joué un rôle dans le développement du netball. 
Elle a aussi publié le premier recueil des règles du basket-ball féminin.

## Jeunesse
Clara Gregory Baer est née à Algiers (aujourd'hui un quartier de La Nouvelle-Orléans), en Louisiane. Elle grandit à Louisville, dans le Kentucky, puis à Boston.

## Invention du basket-ball féminin
Clara Baer est l'auteure du premier recueil des règles du basket-ball féminin en 1896. Bien que Senda Berenson avait déjà fait pratiquer le basket-ball à des femmes en 1892 au Smith College, elle n'a pas publié sa version des règles du jeu avant 1899. Dans un premier temps, elle appelle le jeu basquette mais abandonne cette appellation en 1908. Les joueurs n'étaient pas autorisées à dribbler, défendre ou réaliser des interceptions. Elles ne pouvaient pas non plus se mouvoir en dehors de leur zone de jeu respective. En outre, elles ne pouvaient pas réaliser de passes à deux mains, car on estimait que ce type de tir pouvait comprimer la poitrine. 
Clara Bear aurait écrit une lettre à James Naismith, l'inventeur du basket-ball, pour lui demander une copie des règles du jeu qu'il a mises au point. Il les lui aurait envoyées, accompagnées d'une planche représentant le terrain de jeu.